# Snowdrop (春奈るなの曲)
「snowdrop」（スノードロップ）は、春奈るなの楽曲。meg rockが作詞、田中秀和が作曲を手掛けた。春奈の5枚目のシングルとして2013年12月11日にSME Recordsから発売された。

## 音楽性
本曲は、テレビアニメ『〈物語〉シリーズ セカンドシーズン』『恋物語』のエンディングテーマに起用された。
冬をイメージした柔らかくかわいらしい曲で、レコーディングでは透明感を出しながら歌ったという。
PVは、前作まではゴシック風の雰囲気であったが、今作では春奈愛用のアルパカのぬいぐるみ「三波」くんや手編みのマフラーを着けたシーンが登場するなど、ありのままの春奈が表現されている。なおPVの最後で春奈がカメラに向かってじっと見つめるシーンは恥ずかしかったことを明かしている。

## シングルリリース
2013年12月11日にSME Recordsから発売された。春奈のシングルとしては前作「アイヲウタエ」から5か月ぶりのリリースとなる。
通常盤（SECL-1443）と期間生産限定盤（SECL-1444/5）の2種リリースで、期間限定盤には本曲のPVおよびジャケットとPVのメイキング、および『AKIBA'S TRIP2』のオープニング映像を収録したDVDが同梱されている他、同アニメで使用された「snowdrop」の河野マリナとのデュエットバージョンも収録されている。ちなみに期間限定盤のジャケットには同アニメの登場人物である戦場ヶ原ひたぎと阿良々木暦のイラストが描かれている。
2曲目「TRUE STORY」は、PlayStation 3用ソフト『AKIBA'S TRIP2』の主題歌に起用された。
3曲目「深海羽化のラプソディア」は、深海で人間が天使になる様子をイメージした曲。

## シングル収録内容

### 通常盤
| #         | タイトル                   | 作詞           | 作曲・編曲     | 時間  |
| --------- | -------------------------- | -------------- | -------------- | ----- |
| 1.        | 「snowdrop」               | meg rock       | 田中秀和       | 5:09  |
| 2.        | 「TRUE STORY」             | ハマサキユウジ | ハマサキユウジ | 4:00  |
| 3.        | 「深海羽化のラプソディア」 | 春奈るな       | Saku           | 4:14  |
| 4.        | 「Snowdrop」(Instrumental) |                |                | 5:07  |
| 合計時間: | 合計時間:                  | 合計時間:      | 合計時間:      | 18:30 |

### 期間生産限定盤
| #         | タイトル                                        | 作詞      | 作曲・編曲 | 時間  |
| --------- | ----------------------------------------------- | --------- | ---------- | ----- |
| 1.        | 「snowdrop」                                    |           |            | 5:09  |
| 2.        | 「TRUE STORY」                                  |           |            | 4:00  |
| 3.        | 「深海羽化のラプソディア」                      |           |            | 4:14  |
| 4.        | 「snowdrop -春奈るな×河野マリナ ver.-」         | meg rock  | 田中秀和   | 5:09  |
| 5.        | 「snowdrop -春奈るな×河野マリナ TV size ver.-」 |           |            | 1:30  |
| 合計時間: | 合計時間:                                       | 合計時間: | 合計時間:  | 20:02 |

| #  | タイトル                               | 作詞 | 作曲・編曲 |
| -- | -------------------------------------- | ---- | ---------- |
| 1. | 「snowdrop」(Music Video)              |      |            |
| 2. | 「snowdrop」(Music Video Making Movie) |      |            |
| 3. | 「snowdrop」(CD Jacket Making Movie)   |      |            |
| 4. | 「「AKIBA'S TRIP2」OPENING MOVIE」     |      |            |

## チャート
| チャート（2013年）                | 最高位 |
| --------------------------------- | ------ |
| オリコン週間                      | 14     |
| オリコン月間                      | 39     |
| Billboard JAPAN Hot 100           | 29     |
| Billboard JAPAN Hot Singles Sales | 11     |
| Billboard JAPAN Hot Animation     | 2      |
| サウンドスキャンジャパン          | 17     |

## 収録アルバム
| 曲名     | アルバム                              | 発売日        |
| -------- | ------------------------------------- | ------------- |
| snowdrop | 『Candy Lips』                        | 2015年3月25日 |
| snowdrop | 『歌物語 -〈物語〉シリーズ主題歌集-』 | 2016年1月6日  |